# Walter Simons
Walter Simons (Elberfeld, 24 de septiembre de 1861 - Neubabelsberg, cerca de Potsdam, 14 de julio de 1937) fue un abogado y político alemán. Ejerció como presidente interino de la República de Weimar en 1925 y como presidente de la Reichsgericht de 1922 a 1929.

## Biografía
Tras estudiar Historia, Derecho y Economía en Estrasburgo, Leipzig y Bonn, comenzó su carrera en derecho en 1882 como asistente legal, y en 1893 se convirtió en juez en Velbert. Después de trabajar en la Reichsjustizamt en 1905 y en la Oficina de Relaciones Exteriores en 1911, Simons se convirtió en jefe de la Cancillería del Reich en octubre de 1918. Fue jefe de la delegación alemana para el tratado de paz de Versalles y tuvo que dimitir tras rechazar el Tratado de Versalles.
Desde el 25 de junio de 1920 al 10 de mayo de 1921 fue ministro de Relaciones Exteriores de Alemania, sin afiliación a partido político alguno, en el Gobierno de Konstantin Fehrenbach. Como tal, representó a Alemania en la Conferencia de Spa y en la Conferencia de Londres.
De 1922 a 1929, Simons fue el presidente de la Reichsgericht. Como tal, después de la muerte del presidente Friedrich Ebert, asumió de forma provisional como jefe de Estado de la República de Weimar del 28 de febrero de 1925 hasta el 12 de mayo de 1925, cuando el presidente electo, Paul von Hindenburg, asumió el cargo. Renunció a su posición en la Reichsgericht en protesta por una injerencia inconstitucional del Gobierno en un juicio.
A partir de 1926 Simons fue un profesor de Derecho Internacional en la Universidad de Leipzig.

## Obras
- Christentum und Verbrechen, 1925
- Religion und Recht, Berlín-Tempelhof 1936
- Kirchenvolk und Staatsvolk, Leipziger rechtswissenschaftliche Studien Bd. 100, Leipzig 1937